# Đoọc Mạy
Đoọc Mạy là một xã thuộc huyện Kỳ Sơn, tỉnh Nghệ An, Việt Nam.
Xã Đoọc Mạy có diện tích 96,79 km², dân số năm 1999 là 1885 người, mật độ dân số đạt 19 người/km².